# Vera Salvequart
Vera Salvequart (ur. 26 listopada 1919, zm. 26 czerwca 1947 w Hameln) – niemiecka pielęgniarka, kapo w hitlerowskim obozie koncentracyjnym Ravensbrück i zbrodniarka nazistowska.

## Życiorys
Urodziła się w Wohontsch w Czechosłowacji w rodzinie Niemców sudeckich, lecz wkrótce wyemigrowała do Niemiec. Ukończyła szkołę pielęgniarską w Lipsku i dwa semestry medycyny. Z zawodu była pielęgniarką. W maju 1941 została aresztowana przez Gestapo na podstawie norymberskich ustaw rasowych za związki z żydowskim mężczyzną i odmowę ujawnienia miejsca jego pobytu. Spędziła 10 miesięcy w obozie KL Flossenbürg. Pod identycznymi zarzutami Salvequart aresztowano ponownie w 1942 i skazano tym razem na 2 lata. Wyszła na wolność w kwietniu 1944. Po krótkim czasie 11 listopada została aresztowana po raz trzeci ze swym ukochanym i jego siostrą. Obie kobiety po krótkim pobycie w areszcie w KL Theresienstadt zostały przeniesione z grupą 300 więźniarek do więzienia Berlin-Alexanderplatz, a 6 grudnia 1944 umieszczono ją w kobiecym obozie KL Ravensbrück
Z powodu braków w personelu, SS zaczęło na szerszą skalę używać niemieckich więźniów, by nadzorowali pozostałych (tzw. kapo). Jedną z takich "pielęgniarek-więźniarek" była Salvequart, w związku z jej wykształceniem zawodowym. Jako pielęgniarka brała udział w gazowaniu kobiet i dzieci, wyjmując ofiarom złote zęby i koronki oraz wypełniając akty zgonu. Od lutego 1945 brała bezpośredni udział w eksterminacji więźniów znajdujących się w rewirze obozowym (szpitalu), dając im wraz z esesmanami trujący proszek od lekarza SS Richarda Trommera.
Więźniarki, które zażyły proszek lub dostały zastrzyk pod pozorem dodania im sił przed transportem, zapadały wkrótce w ciężki sen, a po pewnym czasie przestawały oddychać. Salvequart z jednej strony mordowała, ale zarazem inne więźniarki ratowała, dając im ciepłą herbatę, żywność, zwalniając z apeli. Salvequart groziła egzekucja za fałszowanie list z nazwiskami zmarłych więźniarek. Więźniowie z męskiej, przyległej części obozu pomogli jej ukryć się, gdzie przeczekała do wyzwolenia. Po kapitulacji przez pewien czas przebywała w amerykańskim campie, następnie pod fałszywym nazwiskiem Anna Markova pracowała jako kierowniczka biura ds. prześladowanych rasowo w Hofheim am Taunus. Posada ta skończyła się jednak bardzo szybko, ponieważ chciano jej przypisać defraudację, która według niej nie miała miejsca. Przeniosła się do Kolonii, gdzie została aresztowana przez Anglików. Salvequart, która już od dłuższego czasu znajdowała się na liście poszukiwanych armii brytyjskiej, została doprowadzona do „Civil Internment Camp“ w Paderborn-Staumühle.
5 grudnia 1946 została postawiona przed brytyjskim Trybunałem Wojskowym w Hamburgu (był to pierwszy proces załogi Ravensbrück). Podczas postępowania sądowego twierdziła, że jej działalność ograniczała się do wypełniania aktów zgonu. Jednak liczni świadkowie podważyli wiarygodność jej wyjaśnień. 3 lutego 1947 została z jedenastoma współoskarżonymi skazana za swoje zbrodnie na karę śmierci. Salvequart wystąpiła z prośbą o ułaskawienie, twierdząc że ukradła plany rakiet V2 produkowanych w Ravensbrück przed 1944, w celu przekazania ich Brytyjczykom. Czasowo wstrzymano wykonanie wyroku (pozostałych oskarżonych skazanych na śmierć powieszono 2 i 3 maja 1947), by rozpoznać jej prośbę. Ostatecznie prośba ta została odrzucona i Vera Salvequart została powieszona przez kata Alberta Pierrepointa 26 czerwca 1947 w więzieniu Hameln. Pochowano ją na cmentarzu Wehl w Hameln.